# Глубокое (озеро, Шатурский район)
Глубокое — озеро в Кривандинском сельском поселении Шатурского района Московской области. Относится к группе Туголесских озёр. Соединено каналом с озером Долгим.

## Физико-географическая характеристика
Озеро, предположительно, ледникового происхождения.
Площадь — 0,5 км² (50 га), длина — около 950 м, ширина — около 660 м. Берега озера плоские, заболоченные, покрыты торфом. Окружено торфоразработками.
Глубина — 2,7-5 м, максимальная глубина достигает 9 м. Дно илистое, покрыто торфом. Вода торфяная с тёмно-коричневой окраской.
Среди водной растительности распространены камыш, тростник, стрелолист, ряска, элодея, рдесты, канадский рис, кубышка, рогоз, также встречается пушица, белокрыльник и земноводная гречиха. В озере обитают более шести видов рыб: карась, щука, плотва, ёрш, окунь, язь и др. .
Озеро используется для рыболовства, имеет научное значение.